# Blekatuk
Blekatuk is een bestuurslaag in het regentschap Purworejo van de provincie Midden-Java, Indonesië. Blekatuk telt 353 inwoners (volkstelling 2010).